# فرانكي ساينز
فرانكي أوزونا ساينز الثالث (بالإنجليزية: Frankie Ozuna Saenz III؛ مواليد 12 أغسطس 1980) هو مُقاتل فنون قتالية مختلطة أمريكي.

## وصلات خارجية
- فرانكي ساينز على موقع يو إف سي (الإنجليزية)
- فرانكي ساينز على موقع شيردوغ (الإنجليزية)
- فرانكي ساينز على موقع IMDb (الإنجليزية)